# Lydella timida
Lydella timida là một loài ruồi trong họ Tachinidae.